# Foudrier

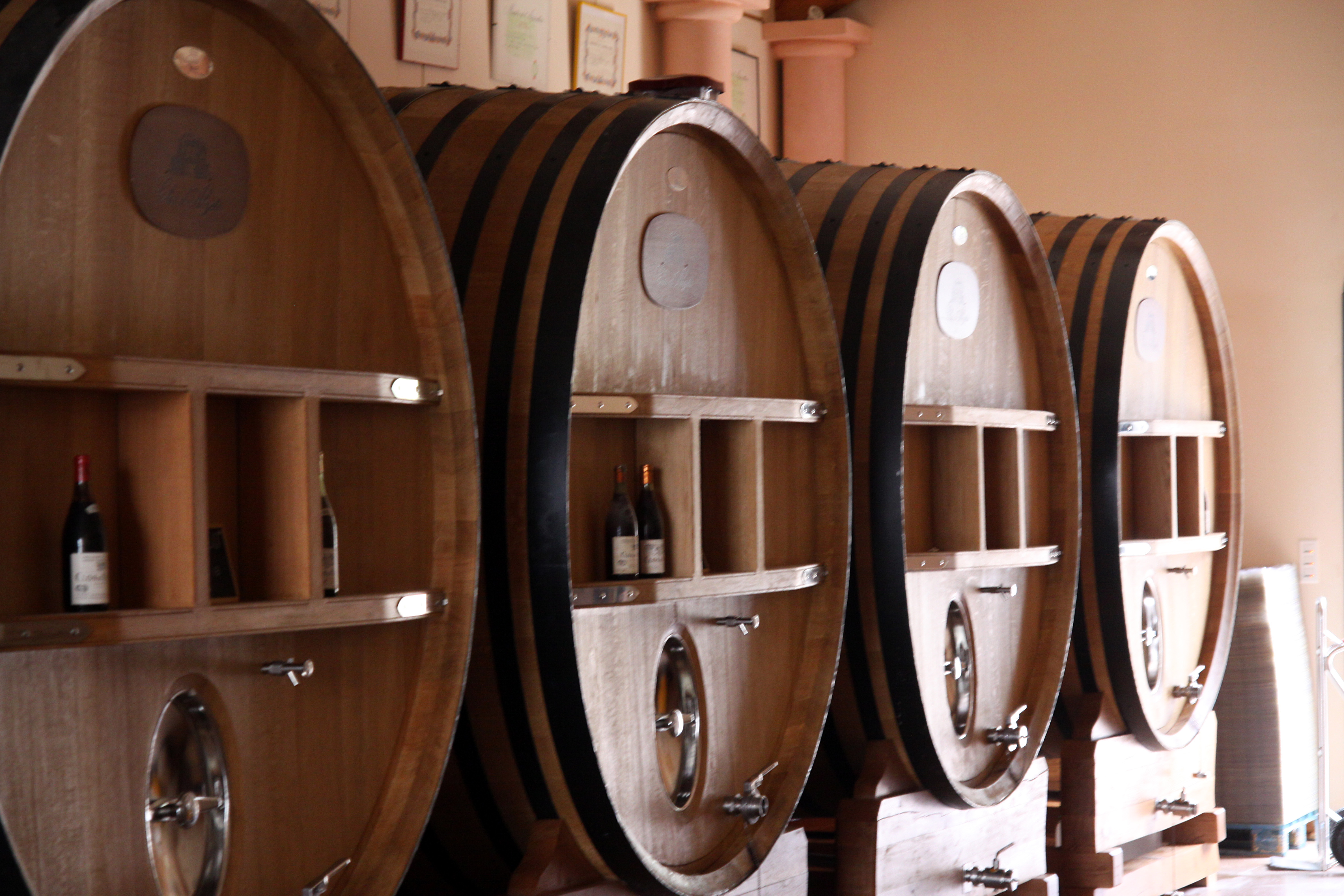
Foudres.

Un foudrier est un ouvrier qui fabrique les foudres, tonneaux servant à renfermer les produits alcooliques.
La fabrication des foudres est similaire à la fabrication d'un tonneau, mais elle diffère par la dimension de l'objet. L'art de les fabriquer diffère donc du métier de tonnelier.
Les foudres comportent des caractéristiques des cuves en plus de celles d'un tonneau, comme la présence d'une porte, un système de contrôle de température, un dégustateur, des vannes, etc. Le foudrier doit donc maîtriser un aspect supplémentaire du travail du bois pour assure l’étanchéité de ces éléments insérés aux foudres. 